# 佩雷莫哈 (科諾托普區)
51°42′3″N 33°30′1″E / 51.70083°N 33.50028°E
佩雷莫哈（烏克蘭語：Перемога）是位於烏克蘭東北部的村莊，由蘇梅州科諾托普區的克羅萊韋茨市鎮負責管轄。該村距離沃龍措韋、庫爾久米夫卡、庫什基內3公里和埃斯曼河2公里，海拔高度175米，2001年人口16。